# Nowe Moczydła
Nowe Moczydła – wieś w Polsce położona w województwie lubelskim, w powiecie janowskim, w gminie Batorz.
W latach 1975–1998 miejscowość administracyjnie należała do województwa tarnobrzeskiego. Według Narodowego Spisu Powszechnego (III 2011 r.) liczyła 276 mieszkańców i była piątą co do wielkości miejscowością gminy Batorz. Wieś jest sołectwem.